# Gazella marica
Gazella marica (аравійська піщана газель) — вид газелей, що походить із Західної Азії, зокрема в Аравійських і Сирійських пустелях.

## Поширення та збереження
Сьогодні він виживає в дикій природі невеликими ізольованими популяціями в Саудівській Аравії, Об’єднаних Арабських Еміратах, Омані та на південному сході Туреччини. Невеликі кількості також можуть бути присутніми в Кувейті, Іраку, Йорданії та Сирії. Вважається, що загальна популяція диких газелей становить менше 3000 особин. Значно більше утримується в неволі, заповідниках або за програмами розведення, можливо, понад 100 000.

## Таксономія
До недавнього часу Gazella marica вважався підвидом джейрана (Gazella subgutturosa), як Gazella subgutturosa marica. Генетичне дослідження 2010 року встановило, що це була окрема лінія, і тепер вона вважається окремим видом. Подальший генетичний аналіз, про який повідомлялося в 2012 році, виявив, що Gazella marica була тісно пов’язана з двома північноафриканськими газелями, газеллю Кюв’є (Gazella cuvieri) і джейраном (Gazella leptoceros), можливо, навіть належала до одного виду.